# Волиця (гміна Лубніце)
Волиця (пол. Wolica) — село в Польщі, у гміні Лубніце Сташовського повіту Свентокшиського воєводства.
Населення — 249 осіб (2011).
У 1975-1998 роках село належало до Тарнобжезького воєводства.

## Демографія
Демографічна структура на день 31 березня 2011 року:
|          | Загалом | Допрацездатний вік | Працездатний вік | Постпрацездатний вік |
| -------- | ------- | ------------------ | ---------------- | -------------------- |
| Чоловіки | 123     | 28                 | 86               | 9                    |
| Жінки    | 126     | 27                 | 74               | 25                   |
| Разом    | 249     | 55                 | 160              | 34                   |